# Un volto dal passato
Un volto dal passato è un film prodotto nel 2000 e diretto da Marc S. Grenier.